# 현북초등학교
현북초등학교는 대한민국 강원특별자치도 양양군 현북면 상광정리에 있는 초등학교다.

## 학교 연혁
- 1931년 4월 1일 현북공립보통학교 개교
- 1938년 4월 1일 교명 변경 (현북공립심상소학교)
- 1941년 4월 1일 교명 변경 (현북공립국민학교)
- 1996년 3월 1일 현북초등학교로 개명
- 2018년 9월 1일 제48대 한상숙 교장 부임
- 2021년 1월 6일 제75회 졸업식 거행(졸업생 3명, 누계2049명)

## 학교 상징
- 교화 - 개나리 : 희망차고 우아한 모습, 새 봄을 전하는 화사한 꽃
- 교목 - 플라타너스 : 힘차고 의지가 깊은 마음, 넉넉하고 우람한 기상

## 참고 자료
- 현북초등학교 - 한국교육학술정보원 학교알리미